# Berliet ELR
Le Vétra Berliet ELR aussi appelé l'autobus électrifié est un modèle de trolleybus construit par Berliet selon les prescriptions du spécialiste Vétra.
Le Vétra-Berliet ELR a connu deux séries. Avec la 1ère série, le trolleybus a été baptisé ELR 10, puis ELR 100 avec la seconde.

## Histoire
En France, dans les années d'entre-deux-guerres, l'économie fonctionne en autarcie. On profite exceptionnellement de contrats de fournitures à l'étranger mais l'exportation en tant que telle n'est pas pratiquée. Le marché français est d'ailleurs un des plus fermés aux produits étrangers. Afin de trouver de nouveaux débouchés aux matériels du groupe Als-Thom, devenue Alsthom puis Alstom de nos jours, fleuron de l'industrie reconnu uniquement dans l'hexagone, société issue du regroupement de la SACM - Société Alsacienne de Constructions Mécaniques à Belfort, célèbre constructeur de locomotives et de la Compagnie Française Thomson-Houston, la société Vétra est constituée en 1925. N'ayant aucun concurrent, le parc français de trolleybus était donc constitué essentiellement de véhicules Vétra. Mais Vétra n'a jamais été, au sens étymologique du terme, un "vrai constructeur" de trolleybus mais plutôt un concepteur et un intégrateur. Via son bureau d'études, SATRAMO, Vétra concevait les matériels et les faisait construire et assembler par des sous-traitants spécialisés, des carrossiers ou même parfois par les fournisseurs des châssis : Berliet et Renault.
À partir de 1954, Vétra commence à équiper ses trolleybus de caisses d'autobus déjà existants, le VA3-B2, nommé EBR chez Berliet, consacre l'abandon par Vétra de la construction de ses propres carrosseries au profit de Berliet et plus anecdotiquement de Chausson avec le VBC. 
Le Vétra-Berliet ELR est basé sur l'autobus Berliet PLR. Il est quasiment identique au VA3-B2 basé sur le PBR mais plus court et son châssis n'a que 2 essieux au lieu de 3. Il comporte cependant des roues jumelées à l'arrière. Vétra lui donne l'appellation VBBh bien qu'un autre type de trolleybus Vétra, plus ancien, ait également porté ce nom. Produit dans les ateliers du constructeur lyonnais, avec ce modèle, le nom Berliet s'intègre dans le logo Vétra. 
L'ELR a circulé sur les réseaux de Marseille (82 exemplaires), Nice (29) et Saint-Étienne (80). Toulon comme Lyon, n'en ont eu qu'un seul. Trois véhicules de ce type ont circulé à Limoges mais sous l'appellation Vétra VBBh 100.